# Rolls-Royce Wraith (2013)
Rolls-Royce Wraith är en lyxbil, som den brittiska biltillverkaren Rolls-Royce introducerade på Internationella bilsalongen i Genève i mars 2013..

## Rolls-Royce Wraith
Wraith är en coupé-version av Ghost-modellen. V12-motorn med dubbelturbo har trimmats till 633 hk vilket accelererar bilen från 0–100 km/h på 4,6 sekunder. Det gör Rolls-Royce Wraith till märkets starkaste och snabbaste modell någonsin. Som alla moderna Rolls-Royce-bilar har den självmordsdörrar. Priset är satt till 245 000 euro.